# NGC 6217
NGC 6217 är en stavgalax i stjärnbilden Lilla björnen. Den upptäcktes den 12 december 1797 av William Herschel. 